# 偉人号

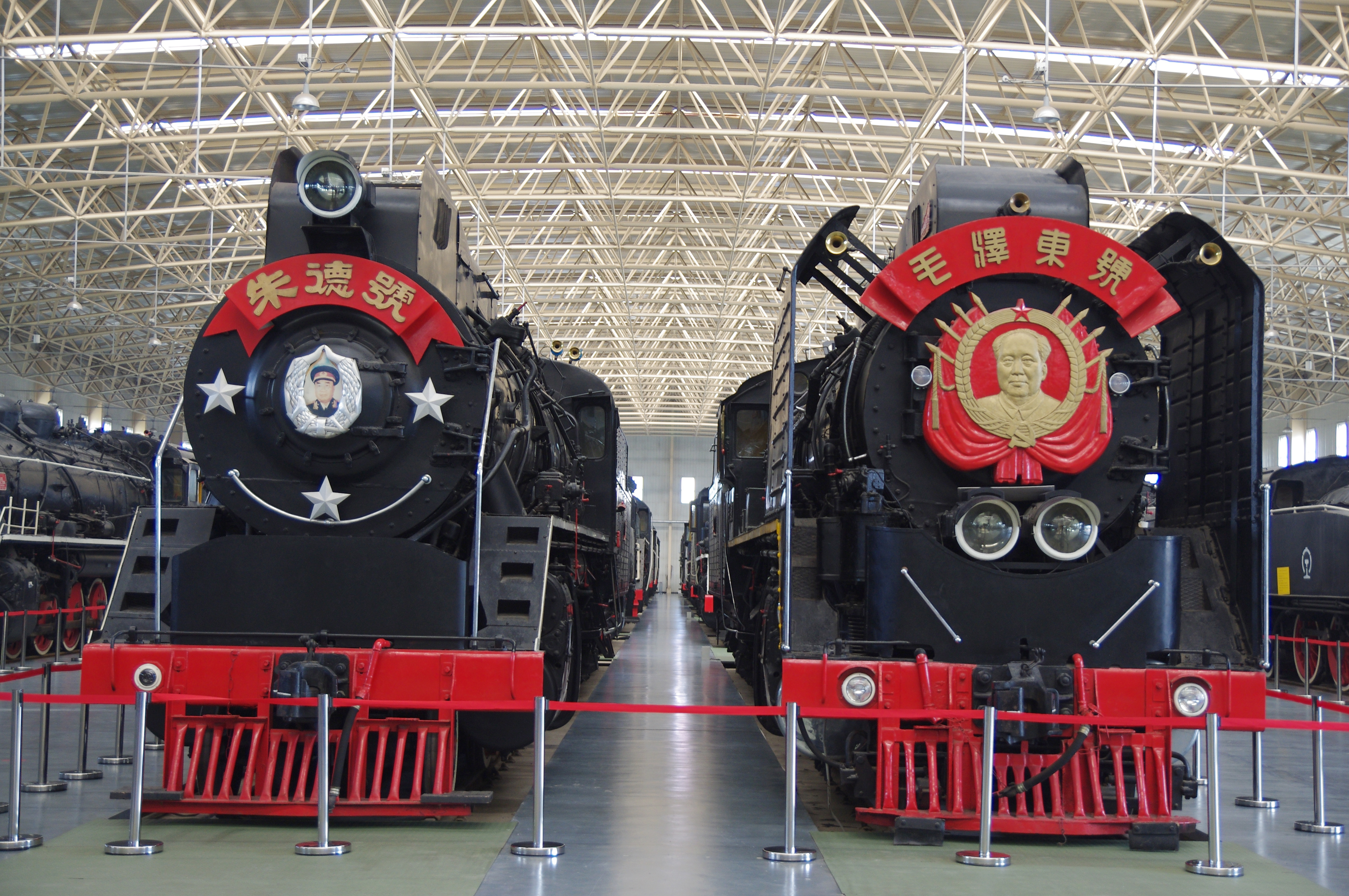
右：解放1（JF1）型304号機「(初代)毛沢東号」
左：解放1（JF1）型1191号機「(2代目)朱徳号」

偉人号（いじんごう）（中国語: 伟人号）は、中国国鉄（中国鉄路総公司）が使用する機関車のうち、中華人民共和国の建国や発展に貢献した人物にちなんだ名称が付けられた車両の総称である。

## 概要
1946年に蒸気機関車に命名された毛沢東号、朱徳号以降、中国国鉄は中華人民共和国の建国や発展に関わった偉人を称えるため、その名前が付けられた機関車を導入している。1977年からは新たに周恩来号も設定された。当初は蒸気機関車に命名されていたが1970年代以降はディーゼル機関車、2000年代以降は電気機関車に命名が行われている他、1990年代以降に命名された車両については車両番号もその人物の生年に合わせたものとなっている。
命名された機関車は前面にその人物の胸像を模した大型のレリーフが飾られる。それに伴い、解放1（JF1）や東風11（DF11）型のように他の車両と前照灯の位置を変えて製造された形式が存在する他、和諧1D（HXD1D）型、和諧3D（HXD3D）型など塗装が同形式の車両と異なる場合もある。

## 歴代車両

### 毛沢東号
2014年の時点で「毛沢東号」と命名された機関車は6両存在し、北京豊台機務段に配置されている。
- 初代 - 解放1（JF1）型304号機（1946年10月30日登場）
- 2代目 - 東風4（DF4）型0002号機（1977年1月27日登場） 毛沢東号初のディーゼル機関車。
- 3代目 - 東風4B（DF4B）型1893号機（1991年8月29日登場）この機関車以降、毛沢東号の車両番号は毛沢東の生年にちなんだ「1893」に統一されている。
- 4代目 - 東風4D（DF4D）型1893号機（2000年12月26日登場）
- 5代目 - 和諧3B（HXD3B）型1893号機（2010年12月26日登場）毛沢東号初の電気機関車。
- 6代目 - 和諧3D（HXD3D）型1893号機（2014年12月26日登場）

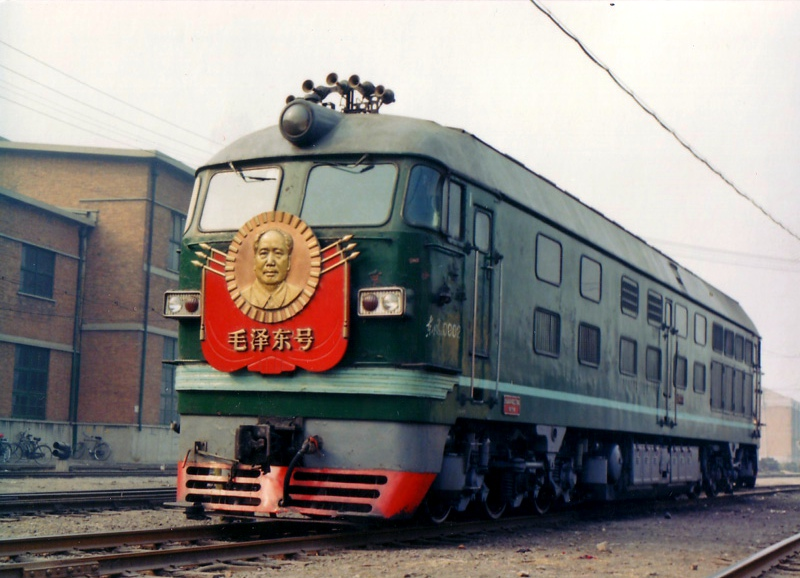
2代目：東風4（DF4）型0002号機
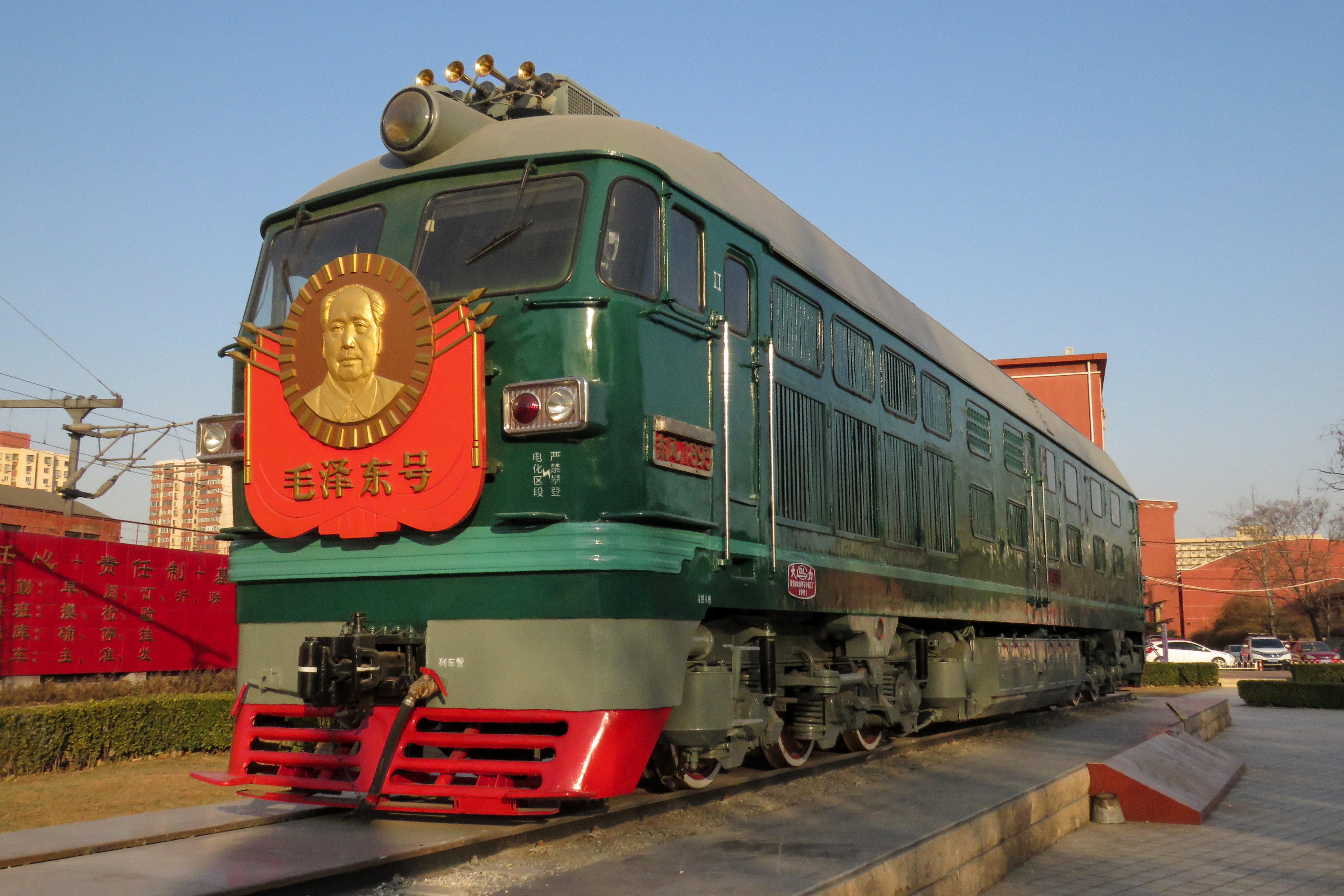
3代目：東風4B（DF4B）型1893号機
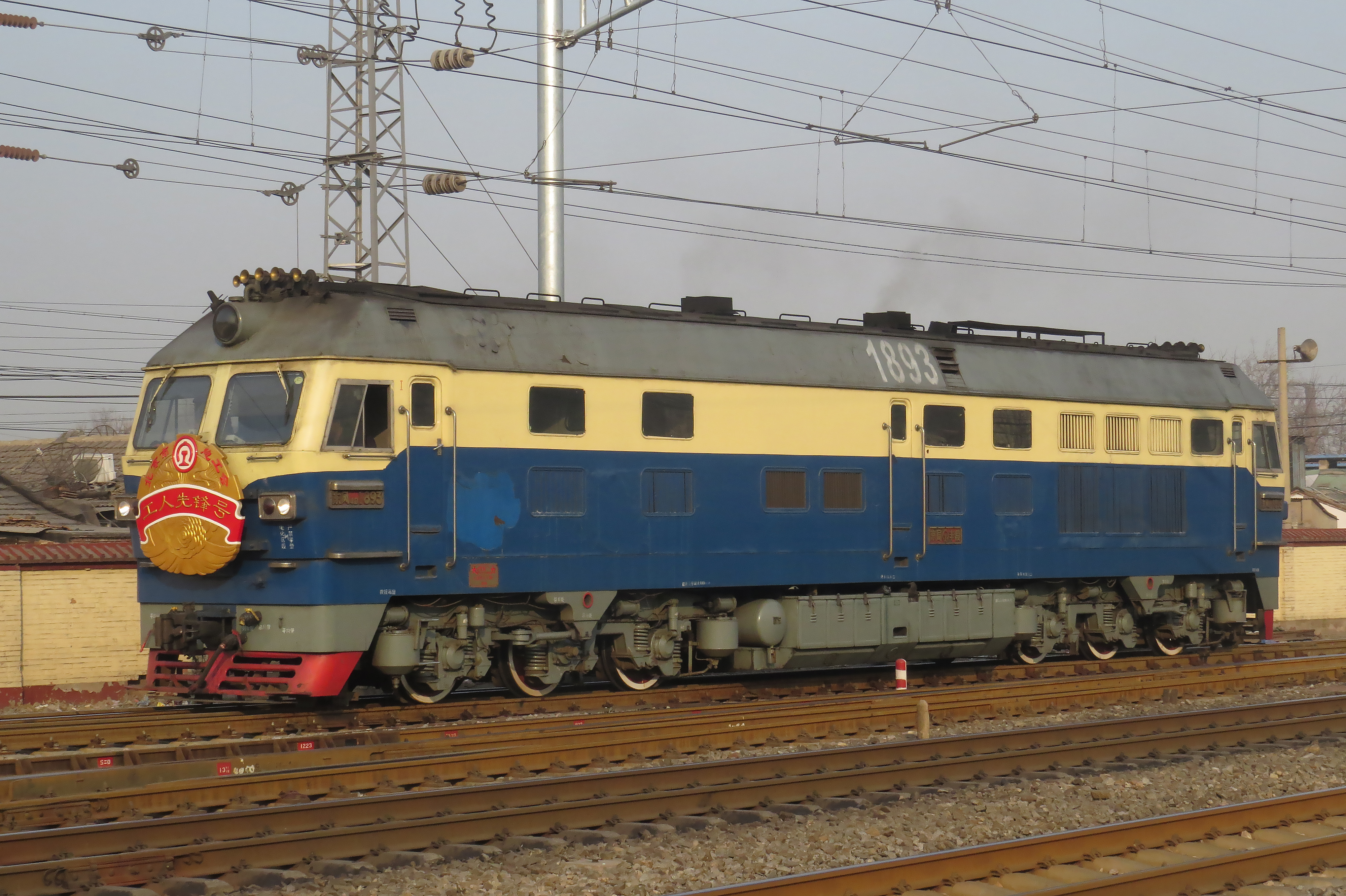
東風4D（DF4D）型1893号機「工人先鋒号」 2010年まで4代目毛沢東号だった
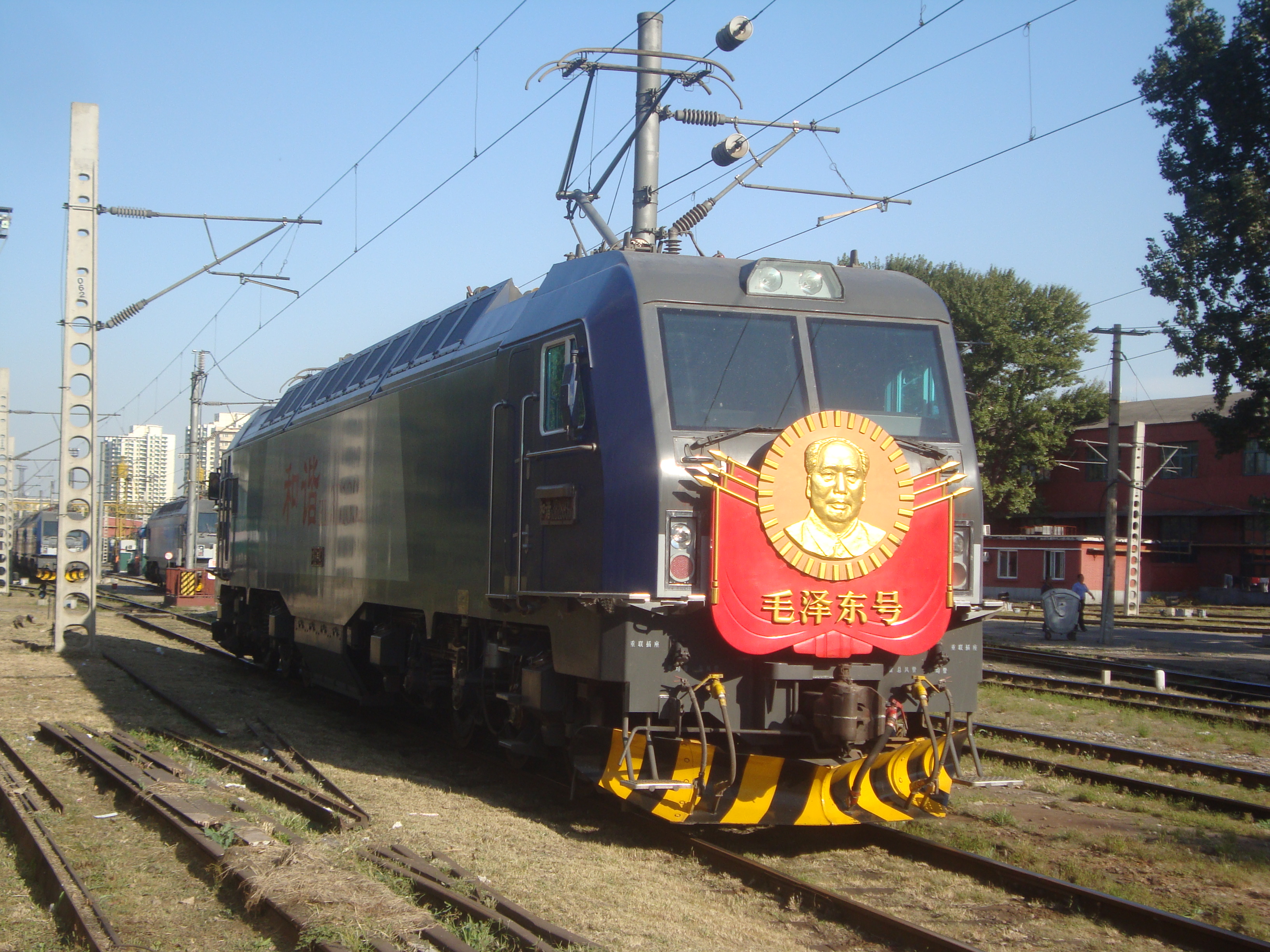
5代目：和諧3B（HXD3B）型1893号機
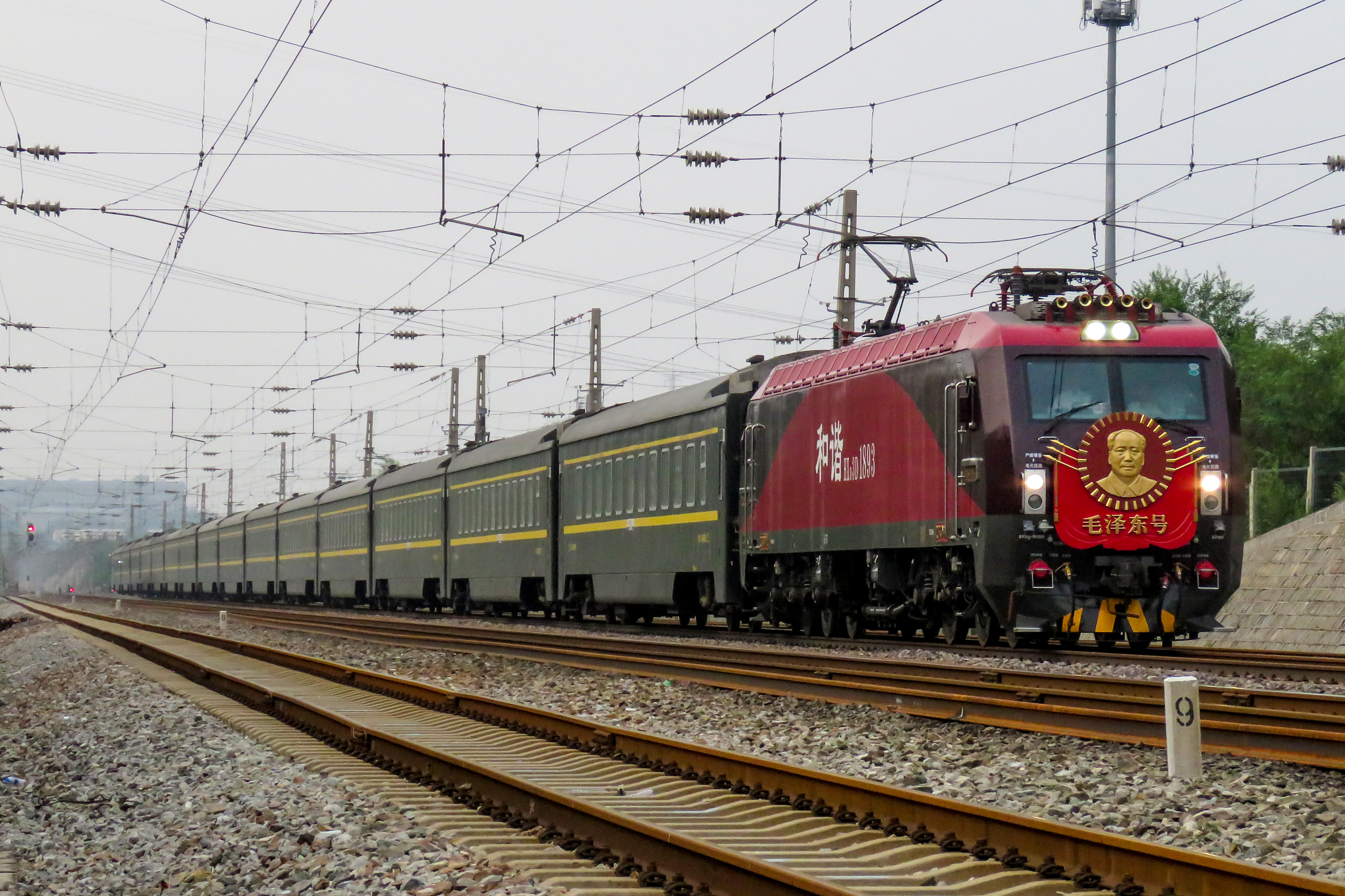
6代目：和諧3D（HXD3D）型1893号機

### 朱徳号
2017年の時点で「朱徳号」と命名された機関車は6両存在し、ハルビン機務段に配置されている。
- 初代 - 解放1型（JF1）1083号機（1946年10月登場）[1]
- 2代目 - 解放1型（JF1）1191号機（1947年4月30日登場）
- 3代目 - 前進（QJ）型2470号機（1978年1月24日登場）
- 4代目 - 東風4B（DF4B）型1886号機（1991年8月31日登場）朱徳号初のディーゼル機関車。この機関車以降、車両番号は朱徳の生年にちなんだ「1886」に統一されている。
- 5代目 - 韶山4G（SS4G）型1886号機（中国語版）（2002年11月8日登場）朱徳号初の電気機関車[6]。
- 6代目 - 和諧3D（HXD3D）型1886号機（2017年9月1日登場）[7]

### 周恩来号
2018年の時点で「周恩来号」と命名された機関車は4両存在し、上海機務段に配置されている。
- 初代 - 東風3（DF3）型0058号機（中国語版）（1977年登場）
- 2代目 - 東風4B（DF4B）型2106号機（1984年登場）
- 3代目 - 東風11（DF11）型1898号機（中国語版）（1997年登場）この機関車以降、周恩来号の車両番号は周恩来の生年にちなんだ「1898」に統一されている。
- 4代目 - 和諧1D（HXD1D）型1898号機（2015年登場） 周恩来号初の電気機関車。

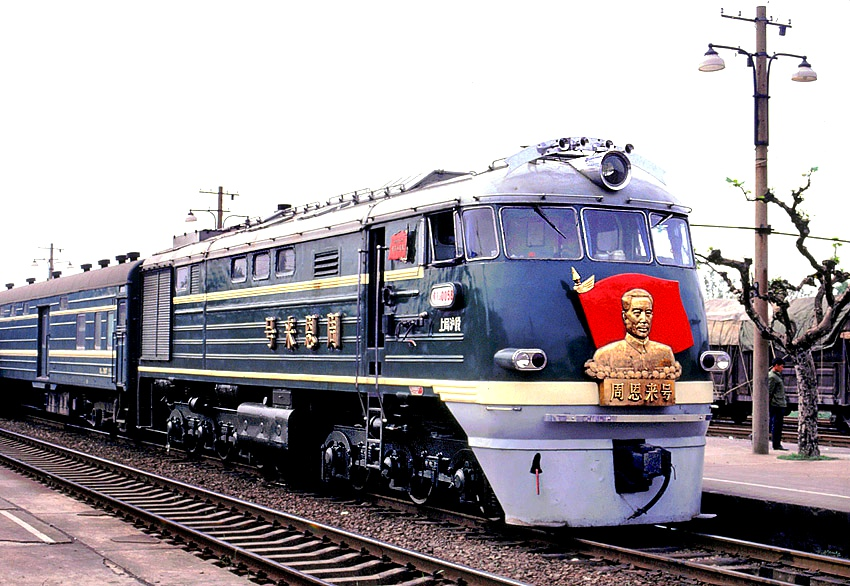
初代：東風3（DF3）型0058号機
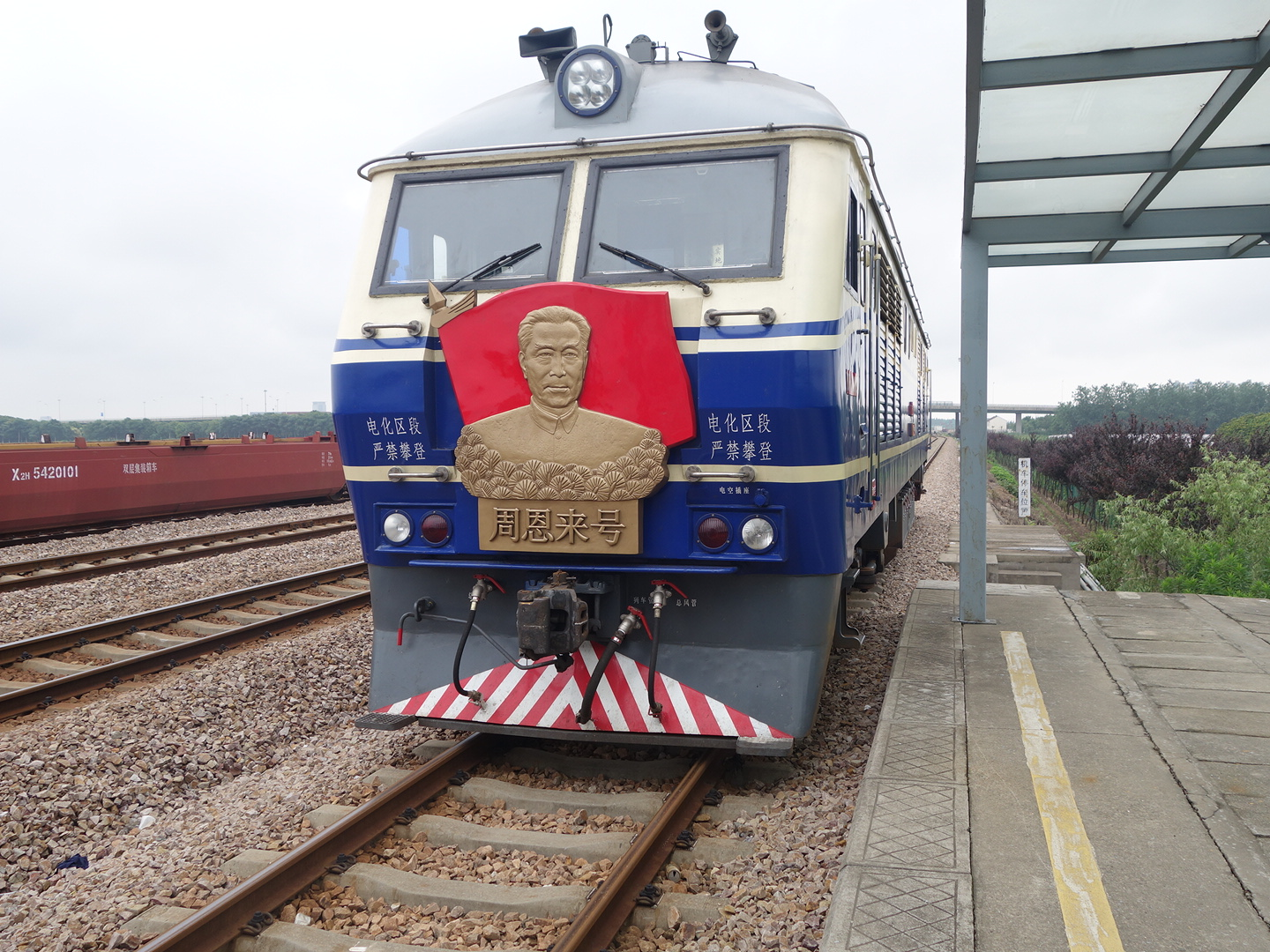
3代目：東風11（DF11）型1898号機
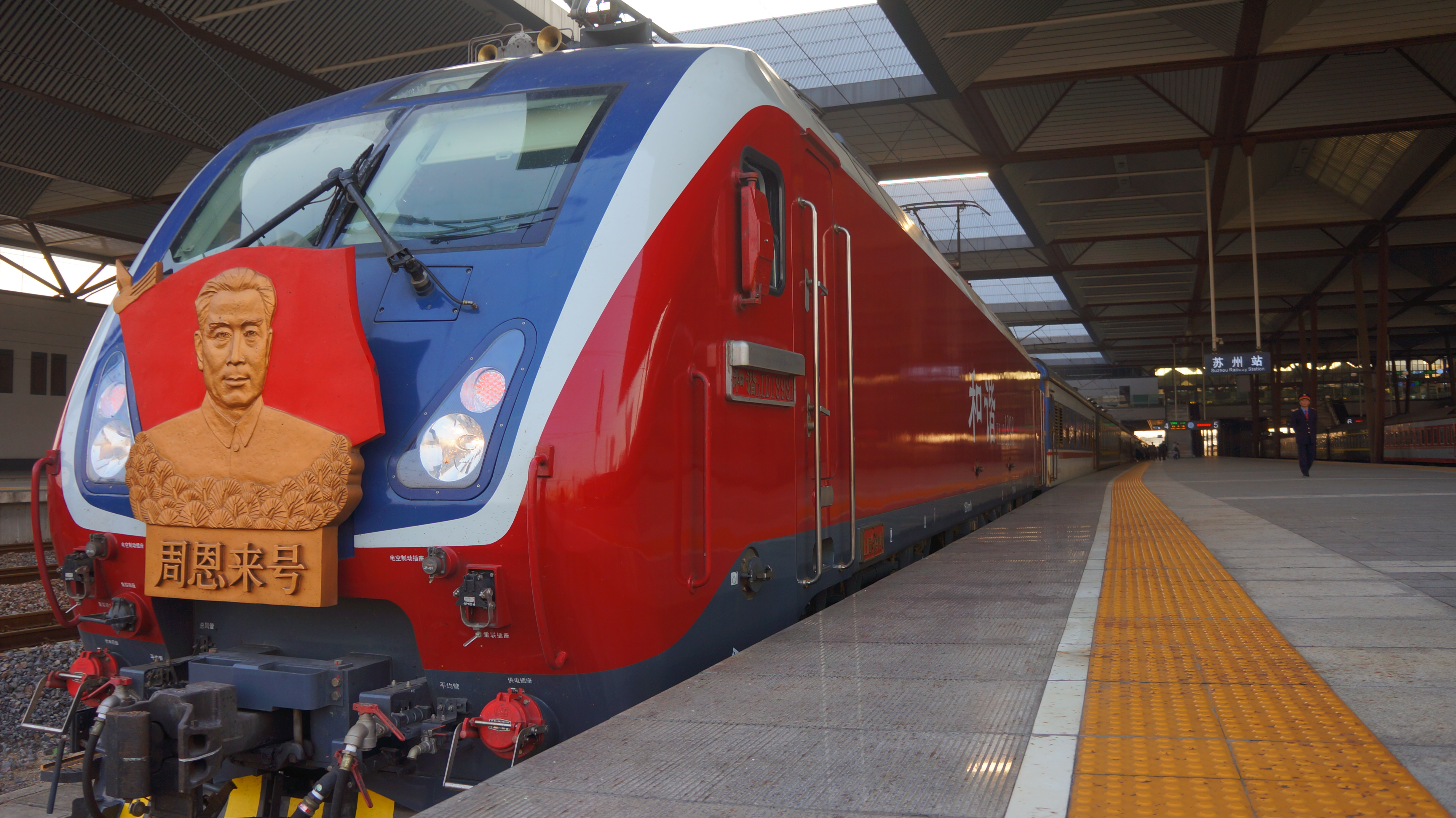
4代目：和諧1D（HXD1D）型1898号機

### その他
広州機務段に配置された東風11（DF11）型0008号機は製造当初鄧小平号と命名される予定であったが、生前に偶像崇拝を嫌った鄧小平の意向を踏まえレリーフが設置されていない。ただし前照灯は他の車両と異なり、周恩来号として製造された1898号機と同様前面下部に設置されている。

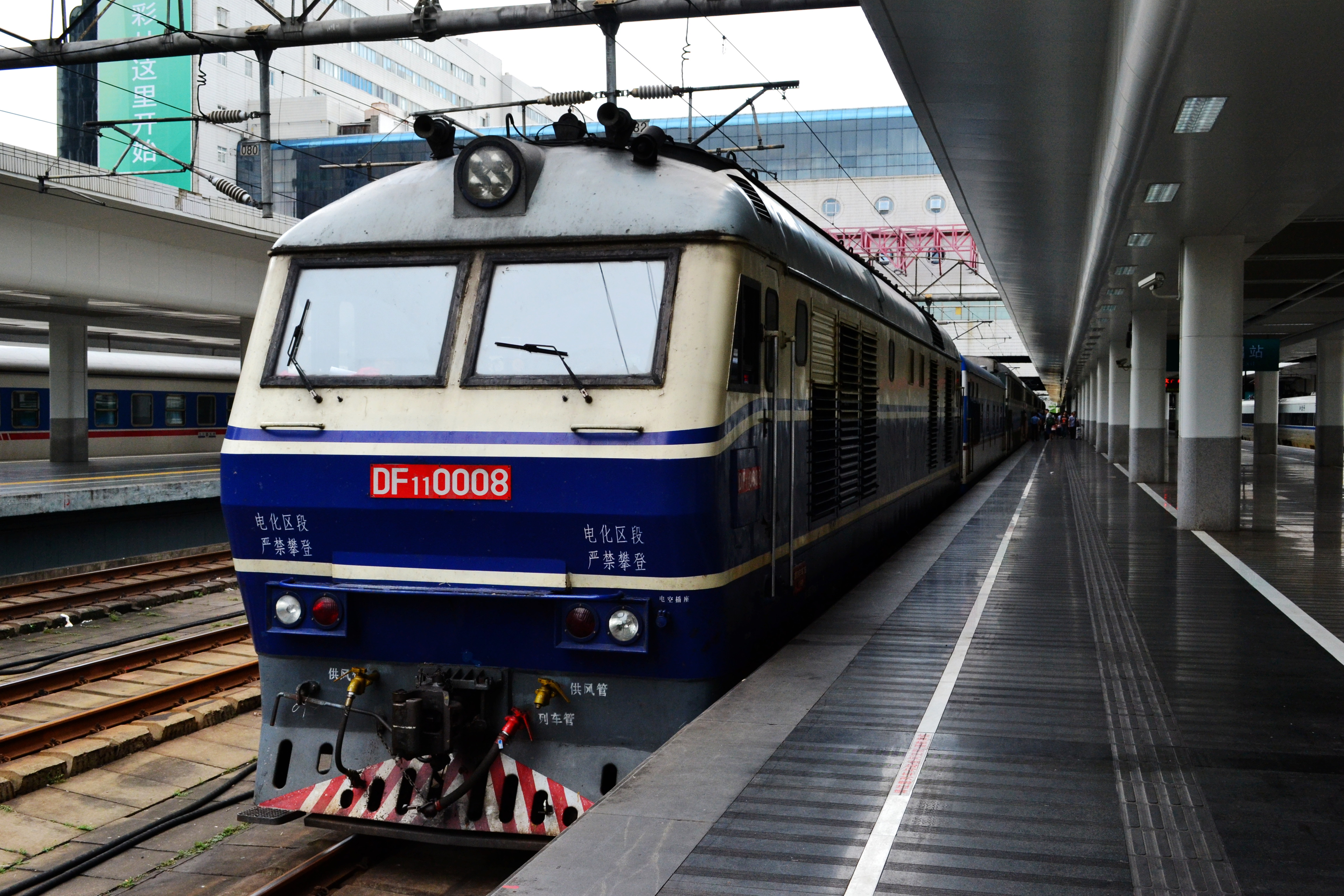
東風11（DF11）型0008号機

## 余談
中国国鉄では偉人号の他にも社会の規範として名誉が称えられた事を示すため大型のヘッドマークや名称が付けられた機関車が多数存在し、「青年文明号」「民兵号」「先鋒号」「工人先鋒号」「共産党員号」など様々な名前が用いられている。

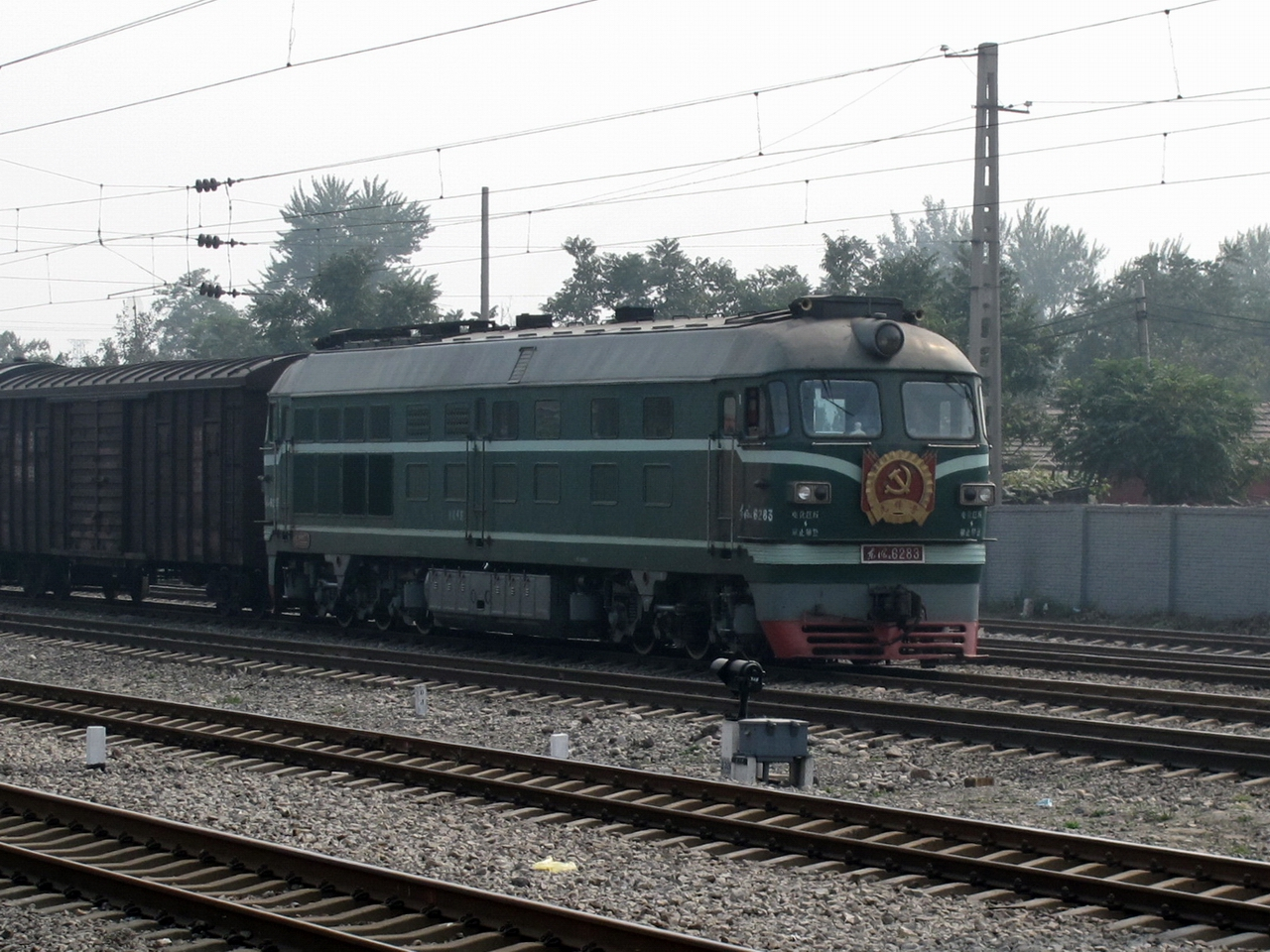
東風4B（DF4B）型6283号機「先鋒号」
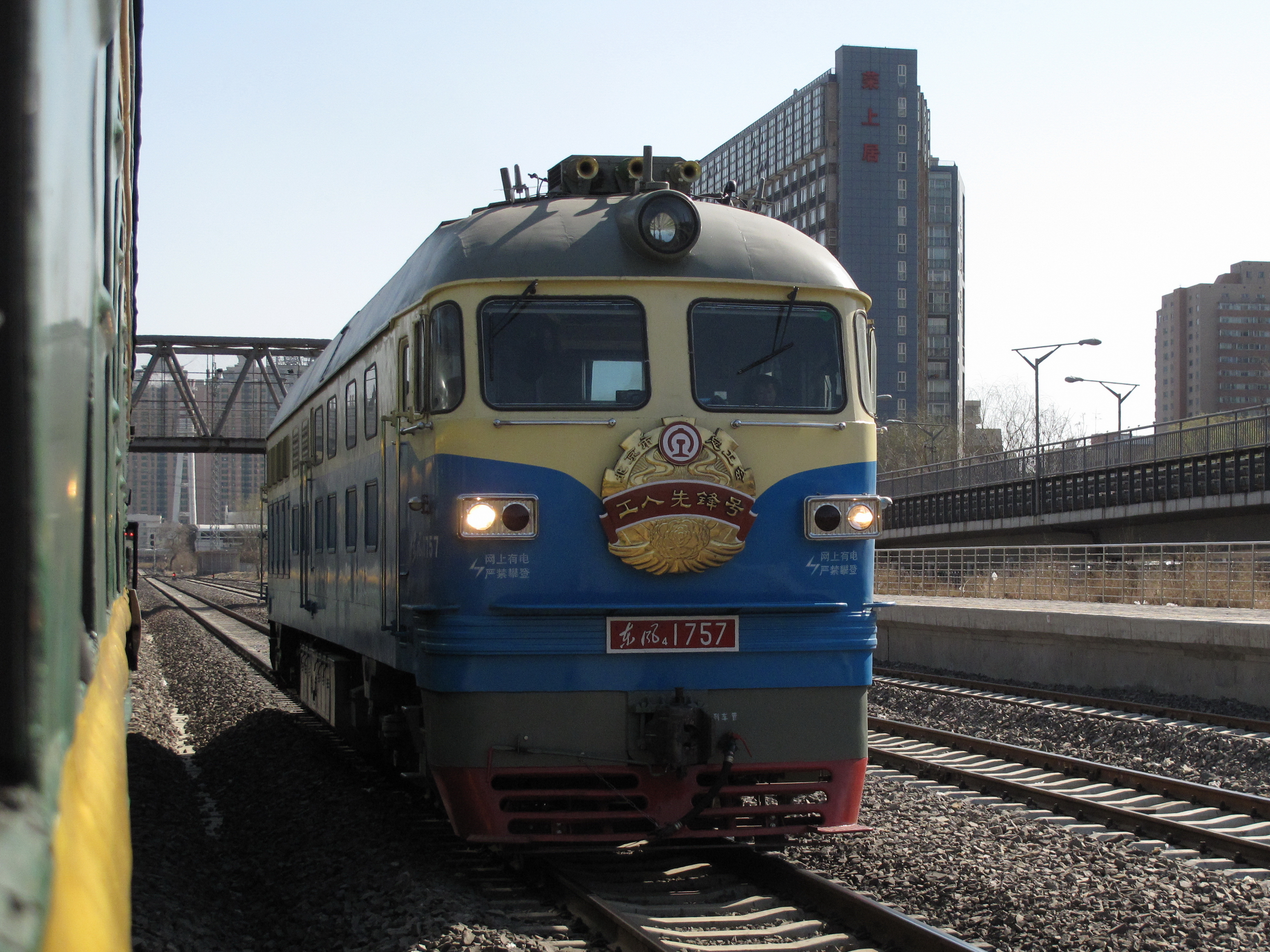
東風4D（DF4D）型1757号機「工人先鋒号」
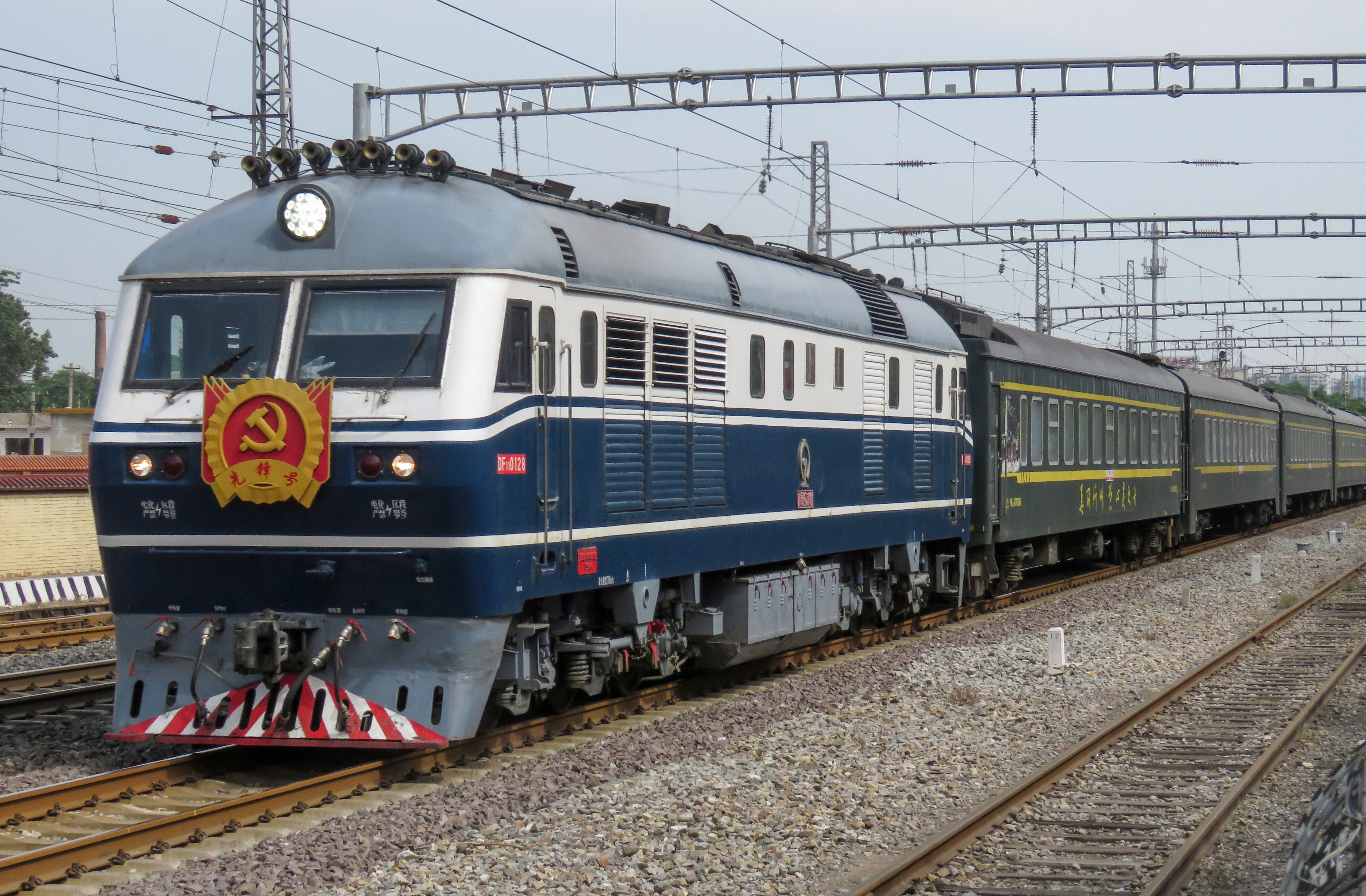
東風11（DF11）型0128号機「先鋒号」
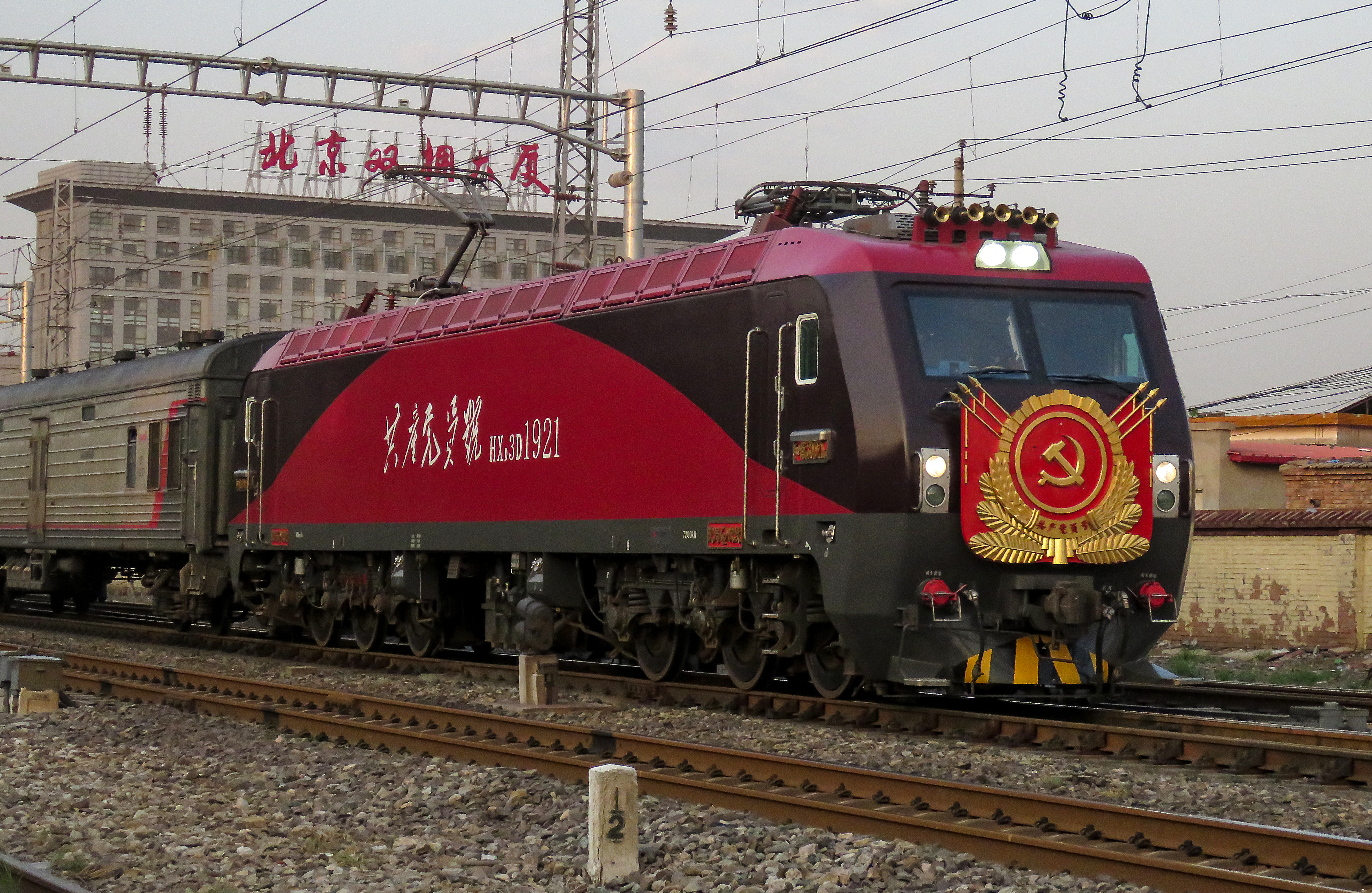
和諧3D（HXD3D）型1921号機「共産党員号」

## 参考資料
- 阿部真之、岡田健太郎『中国鉄道大全　中国鉄道10万km徹底ガイド』旅行人、2011年10月。ISBN 978-4947702692。